# Pascal Baills
Pascal Baills est un footballeur français, né le 30 décembre 1964 à Perpignan dans les Pyrénées-Orientales. Il évolue au poste de défenseur latéral droit du milieu des années 1980 au début des années 2000. 
Formé au Montpellier HSC, il remporte avec ce club la Coupe de France en 1990. Il joue ensuite à l'Olympique de Marseille avec lequel il gagne le championnat de France en 1992 puis au RC Strasbourg et termine sa carrière au Montpellier HSC.
Il compte une sélection en équipe de France, obtenue en 1991, face à l'Albanie. Entraîneur adjoint au Montpellier HSC depuis 2006, il devient entraîneur par intérim de l'équipe première au départ de Rolland Courbis en décembre 2015 en compagnie de Bruno Martini.

## Biographie

### Joueur
Fils de Roger Baills, ancien joueur de rugby à XIII au XIII Catalan puis gardien du stade Aimé-Giral à Perpignan. Pascal Baills commence le football à sept ans au Vernet, club de quartier de Perpignan puis joue dans plusieurs autres clubs perpignanais. Il travaille en même temps comme plombier pendant trois ans puis comme vendeur dans un magasin de sport. Il rejoint à dix-neuf ans le centre de formation du Montpellier HSC et deux mois plus tard, en septembre 1983, il est appelé dans le groupe par Robert Nouzaret pour un match contre le FC Grenoble et fait ses débuts professionnels le 28 octobre 1983 face à l'OGC Nice. Le match se conclut sur une victoire quatre à deux. En fin de saison, aux côtés de Laurent Blanc, Franck Passi, Abdelkader Ferhaoui et Jean-Michel Guédé, il dispute la finale de la Coupe Gambardella. Les Pailladins s’inclinent quatre tirs au but à deux face au Stade lavallois dans un match se terminant sur le score de zéro partout.
La saison suivante, il devient titulaire sur le flanc droit de la défense montpelliéraine. Le club reste longtemps en course pour les barrages mais une fin de saison décevante le fait terminer à la 4e place derrière le Nîmes Olympique. Il est alors sélectionné en équipe de France Espoirs et dispute le tournoi de Toulon. Les « Bleuets » dirigés par Marc Bourrier remportent la compétition en battant l'Angleterre, trois à un, en finale. 5e en 1985-1986, Pascal Baills et ses coéquipiers parviennent à monter en division 1 lors de la saison 1987. Il remporte également, avec son club, le titre de champion de France de division 2 en battant, quatre à deux sur les deux matchs, les Chamois niortais. En division 1, il crée avec ses coéquipiers la surprise en terminant 3e du championnat.
Ses bonnes performances en club le font appeler en équipe de France A' par Roger Lemerre pour un match contre les Pays-Bas A', le 15 février 1989. Il entre à la 83e minute en remplacement de Vincent Guérin et la France s'impose un à zéro. 
En 1990, Pascal Baills et ses coéquipiers remportent la coupe de France en battant le Racing Paris 1 (ex-Matra Racing) deux à un après prolongations. 
L'année suivante, Montpellier réalise un beau parcours en coupe d'Europe des vainqueurs de coupe en éliminant le PSV Eindhoven et le Steaua Bucarest ne tombant que face au futur vainqueur de l'épreuve, Manchester United, en quart de finale. Pascal Baills est expulsé au match aller à la suite d'une simulation de Mark Hughes. Lors de cette saison, il connaît également sa seule sélection en équipe de France lors d'un match contre l'Albanie. Le sélectionneur, Michel Platini, le fait entrer en remplacement de Pascal Vahirua à la 56e minute du match qui se conclut sur une victoire cinq à zéro. 
En 1991, il rejoint l'Olympique de Marseille avec lequel il est sacré champion de France mais il ne parvient pas à devenir titulaire et rejoint la saison suivante le RC Strasbourg. Il réalise avec les strasbourgeois trois saisons pleines, portant même le brassard de capitaine et dispute la finale de la coupe de France en 1995. Les Strasbourgeois s'inclinent, un à zéro, face au Paris SG dans un match très fermé.
Pascal Baills retourne en 1995 au Montpellier HSC. Le club termine 6e du championnat mais échoue en demi-finale de la coupe de France face aux voisins nîmois alors en National. La saison suivante, il est nommé capitaine du MHSC en remplacement de Michel Der Zakarian. Le club est éliminé d'entrée en coupe de l'UEFA par le Sporting Portugal et se retrouve dans la zone de relégation, à sept longueurs du 16e à la trêve. Baills et ses coéquipiers enchainent alors vingt matchs d'affilée sans défaite et terminent 10e du championnat. En coupe de France, le Montpellier HSC élimine en quart de finale, à l'extérieur, les Girondins de Bordeaux mais les Montpelliérains doivent cependant s'incliner en demi-finale face à En Avant Guingamp sur le score de deux à zéro après prolongations. Ils connaissent, à ce même stade, la défaite en coupe de la Ligue au Stade Chaban-Delmas face aux Girondins, sept tirs au but à six, après un match nul deux partout au terme des prolongations.
La saison suivante, il atteint la finale de la coupe Intertoto en début de saison. Le Montpellier HSC s'incline, quatre à deux sur les deux matchs, face à l'Olympique lyonnais. Il termine sa carrière lors de la saison 1999-2000 sur une victoire en coupe Intertoto mais également sur une relégation du club en division 2.

### Entraîneur
Pascal Baills devient alors entraîneur de l'équipe C du MHSC lors de la saison 2000-2001 puis entraîneur adjoint de Michel Mézy la saison suivante. En octobre 2002, à la suite des mauvais résultats du club, Michel Mézy est démis de ses fonctions par le président du MHSC, Louis Nicollin, et Pascal Baills se retrouve coentraîneur du club avec Gérard Bernardet et Ghislain Printant. Relégable pendant dix-neuf journées, le club se sauve en fin de saison. Il redevient entraîneur adjoint la saison suivante puis en 2004 s'occupe pendant deux ans des benjamins au sein du club.
Il retrouve, en 2006, sa fonction d'entraîneur adjoint auprès de Jean-François Domergue puis de Rolland Courbis et en fin de saison 2008-2009 le club retrouve la Ligue 1. En 2009, il devient l'adjoint de René Girard et remporte avec le club le championnat de France en 2012. Il occupe toujours ce poste avec les entraîneurs suivants Jean Fernandez puis Rolland Courbis. Au départ de celui-ci en décembre 2015, il prend en charge l'équipe première avec Bruno Martini. Après cinq rencontres et quatre défaites successives, le club se retrouve dix-huitième à un point du premier non-relégable. Un nouvel entraîneur, Frédéric Hantz est alors nommé à la tête de l'équipe première le 26 janvier 2016.

## Palmarès

### En club
- Champion de France en 1992 avec l'Olympique de Marseille
- Vainqueur de la Coupe de France en 1990 avec le Montpellier HSC
- Champion de France de Division 2 en 1987 avec le Montpellier HSC
- Vainqueur de la Coupe Intertoto en 1999 avec le Montpellier HSC
- Finaliste de la Coupe de France en 1995 avec le RC Strasbourg
- Finaliste de la Coupe Intertoto en 1997 avec le Montpellier HSC
- Finaliste de la Coupe Gambardella en 1984 avec le Montpellier HSC

### EnÉquipe de France
- 1 sélection le 30 mars 1991 : France - Albanie (5-0)
- 3 sélections en A' entre 1989 et 1991
- Vainqueur du Festival International de Toulon en 1985 avec les Espoirs

### Records
- Joueur le plus capé de l'histoire du Montpellier HSC avec 429 matchs disputés toutes compétitions confondues en 13 saisons[16]
- Membre de l'équipe de France qui remporte ses 8 matchs des éliminatoires de l'Euro 1992, une première dans l'histoire du football européen

## Statistiques
Le tableau ci-dessous résume les statistiques en match officiel de Pascal Baills durant sa carrière de joueur professionnel,,.
| Saison      | Club                   | Pays   | Championnat | Championnat | Championnat | Coupes nationales | Coupes nationales | Coupe d'Europe | Coupe d'Europe | Coupe d'Europe | Sélection | Sélection |
| Saison      | Club                   | Pays   | Division    | Matchs      | Buts        | Matchs            | Buts              | Type           | Matchs         | Buts           | Matchs    | Buts      |
| ----------- | ---------------------- | ------ | ----------- | ----------- | ----------- | ----------------- | ----------------- | -------------- | -------------- | -------------- | --------- | --------- |
| 1983 - 1984 | Montpellier HSC        | France | Division 2  | 12          | 1           | -                 | -                 | -              | -              | -              | -         | -         |
| 1984 - 1985 | Montpellier HSC        | France | Division 2  | 27          | 1           | 1                 | 0                 | -              | -              | -              | -         | -         |
| 1985 - 1986 | Montpellier HSC        | France | Division 2  | 27          | 1           | 2                 | 0                 | -              | -              | -              | -         | -         |
| 1986 - 1987 | Montpellier HSC        | France | Division 2  | 33          | 0           | 2                 | 0                 | -              | -              | -              | -         | -         |
| 1987 - 1988 | Montpellier HSC        | France | Division 1  | 35          | 0           | 4                 | 0                 | -              | -              | -              | -         | -         |
| 1988 - 1989 | Montpellier HSC        | France | Division 1  | 35          | 1           | 3                 | 0                 | C3             | 2              | 0              | -         | -         |
| 1989 - 1990 | Montpellier HSC        | France | Division 1  | 34          | 0           | 5                 | 0                 | -              | -              | -              | -         | -         |
| 1990 - 1991 | Montpellier HSC        | France | Division 1  | 36          | 4           | 1                 | 0                 | C2             | 5              | 0              | 1         | 0         |
| 1991 - 1992 | Olympique de Marseille | France | Division 1  | 17          | 0           | 2                 | 0                 | C1             | 1              | 0              | -         | -         |
| 1992 - 1993 | RC Strasbourg          | France | Division 1  | 35          | 1           | 1                 | 0                 | -              | -              | -              | -         | -         |
| 1993 - 1994 | RC Strasbourg          | France | Division 1  | 34          | 1           | 1                 | 0                 | -              | -              | -              | -         | -         |
| 1994 - 1995 | RC Strasbourg          | France | Division 1  | 32          | 1           | 5                 | 0                 | -              | -              | -              | -         | -         |
| 1995 - 1996 | Montpellier HSC        | France | Division 1  | 34          | 0           | 6                 | 0                 | -              | -              | -              | -         | -         |
| 1996 - 1997 | Montpellier HSC        | France | Division 1  | 33          | 0           | 9                 | 0                 | C3             | 2              | 0              | -         | -         |
| 1997 - 1998 | Montpellier HSC        | France | Division 1  | 29          | 1           | 2                 | 0                 | CI             | 6              | 0              | -         | -         |
| 1998 - 1999 | Montpellier HSC        | France | Division 1  | 24          | 0           | 5                 | 0                 | -              | -              | -              | -         | -         |
| 1999 - 2000 | Montpellier HSC        | France | Division 1  | 7           | 0           | -                 | -                 | CI             | 4              | 0              | -         | -         |
| Total       | Total                  | Total  | Total       | 484         | 12          | 49                | 0                 | -              | 20             | 0              | 1         | 0         |

- 385 matchs et 9 buts en Division 1
- 99 matchs et 3 buts en Division 2
- 1 match en Coupe d'Europe des Clubs Champions
- 5 matchs en Coupe d'Europe des Vainqueurs de Coupe
- 4 matchs en Coupe de l'UEFA
- 10 matchs en Coupe Intertoto